# AWOL (film)
Pour les articles homonymes, voir AWOL.
Pour plus de détails, voir Fiche technique et Distribution.
AWOL est un film américain réalisé par Deb Shoval, sorti en 2016. AWOL est le sigle de l'expression américaine « absent without official leave », soit « absent sans permission officielle », ce qui est synonyme de désertion.
En 2010, la réalisatrice Deb Shoval avait déjà sorti une version court métrage de ce film.

## Synopsis
Une jeune femme, Joey est à la recherche d'un emploi dans sa petite ville. 
Une visite à un bureau de recrutement de l'armée semble lui fournir une opportunité, 
mais lorsqu'elle rencontre Rayna et en tombe amoureuse, cette opportunité va diverger d'une façon qu'elle n'avait pas anticipé.

## Fiche technique
- Titre original : AWOL
- Réalisation :  Deb Shoval
- Scénario : Deb Shoval, Karolina Waclawiak
- Musique : Gingger Shankar
- Producteur : Jessica Caldwell, Michel Merkt, L.A. Teodosio
- Coproducteur : Andrew Hauser
- Producteur associé : Anthony Cirurgiao, Brooke Devine, Christopher K. Edwards, Lisa Rees Henderson, Mogul, Meaghan Wilbur
- Producteur consultant : Maryam Keshavarz, Jenni Olson, Rose Troche
- Producteur exécutif : Abraham Brown, Jim Lande, Jim Stephens
- Coproducteur exécutif : Jan Miller Corran, David France, Tracy Scott Nadler, Joy A. Tomchin, Walter J. Wiacek
- Sociétés de production : Race Point Films
- Sociétés de distribution :
- Pays d’origine :  États-Unis
- Langue originale : anglais américain
- Lieux de tournage : Wilkes-Barre, Pennsylvanie, États-Unis
- Format : Couleurs
- Genre : Drame, romance saphique
- Durée : 85 minutes (1 h 25)
- Dates de sortie :
  -  États-Unis : 15 avril 2016 au Festival du film de Tribeca

## Distribution
- Lola Kirke : Joey
- Breeda Wool : Rayna
- Dale Soules : Ruthie
- Ted Welch : Pete
- Britne Oldford : Haley
- Bill Sage : Roy
- Libby George : Gram
- Charlotte Maltby : Kristen
- Leah Kreitz
- Chloe Levine
- Rick Zahn